# 台湾総督府令
台湾総督府令（たいわんそうとくふれい）は、日本統治時代の台湾において、台湾総督府官制第5条（明治30年10月21日勅令第362号））に基づき、職権又は特別の委任により台湾総督が発する命令であり、台湾総督府令は1年以下の懲役、禁錮もしくは拘留または200円以下の罰金もしくは科料を科すことが可能であった。
内地において法律事項とされたものは、法律に代わる命令として勅裁を得て台湾総督が制定する律令でされており、台湾総督令はその下位法令である。従って内地における勅令又は省令相当になる。なお、台湾総督において内部の局が命令を発する権限はない。

## 公布式

### 台湾総督府令
台湾総督府令の公布式については、明治29年7月6日台湾総督府令第18号（台湾総督府行政司法ニ関スル命令公布式。明治29年（1896年）8月3日官報第3929号）により、 台湾総督府報（昭和17年（1942年）4月1日からは、台湾総督府官報）により布告すると規定された。内地の官報にも、昭和16年（1941年）制定分まで掲載され、最後の掲載は、昭和16年12月31日台湾総督府令第268号の台湾都市計画令施行規則一部適用除外ノ件/p477であり、昭和17年（1942年）3月18日付け官報に掲載された。

## 最初の制令
台湾総督府令の第1号は、明治29年4月28日付けの台湾総督府令第1号「島庁位置並支庁名称位置」である。

## 最後の台湾総督府令
台湾総督府令の最後のものは、昭和20年10月19日付けの府令第139号「支那労働者取締規則及満州国及中華民国渡航証明規則廃止ノ件」である。

## 台湾総督府令の総制定数
台湾総督府令総制定数は、6106件である。
| 年   | 件数 |
| ---- | ---- |
| 1896 | 57   |
| 1897 | 65   |
| 1898 | 114  |
| 1899 | 137  |
| 1900 | 125  |
| 1901 | 111  |
| 1902 | 90   |
| 1903 | 87   |
| 1904 | 94   |
| 1905 | 95   |
| 1906 | 83   |
| 1907 | 119  |
| 1908 | 76   |
| 1909 | 104  |
| 1910 | 90   |
| 1911 | 100  |
| 1912 | 131  |
| 1913 | 112  |
| 1914 | 98   |
| 1915 | 69   |
| 1916 | 71   |
| 1917 | 73   |
| 1918 | 91   |
| 1919 | 147  |
| 1920 | 202  |
| 1921 | 172  |
| 1922 | 181  |
| 1923 | 88   |
| 1924 | 101  |
| 1925 | 88   |
| 1926 | 94   |
| 1927 | 73   |
| 1928 | 73   |
| 1929 | 73   |
| 1930 | 46   |
| 1931 | 73   |
| 1932 | 75   |
| 1933 | 148  |
| 1934 | 81   |
| 1935 | 87   |
| 1936 | 112  |
| 1937 | 187  |
| 1938 | 147  |
| 1939 | 153  |
| 1940 | 198  |
| 1941 | 268  |
| 1942 | 238  |
| 1943 | 299  |
| 1944 | 371  |
| 1945 | 139  |
|      |      |
| 合計 | 6106 |